# Anopheles messeae
Anopheles messeae Falleroni, 1926 è una zanzara della famiglia Culicidae, che può provocare la malaria.

## Distribuzione e habitat
Anopheles messeae ha un ampio areale che si estende dall'Irlanda e dalla Gran Bretagna, attraverso l'Europa centrale, meridionale e orientale, in Asia sino alla Russia e alla Cina.
È particolarmente diffusa nell'Italia settentrionale.
La specie si trova tipicamente nell'entroterra, in particolare nelle valli fluviali e nelle paludi.
Si trova raramente sulle coste, qui predomina Anopheles atroparvus.

## Biologia
Le zanzare di questa specie sono solitamente attive al tramonto.  Le uova vengono depositate preferenzialmente  femmine in acque più grandi, poco profonde e ben vegetate. Si possono trovare le larve nei torrenti e soprattutto nei fiumi, nei fossati e sulle rive di laghi e stagni. Le femmine trascorrono l'inverno in stanze non riscaldate, in primavera depongono le uova dopo aver preso il sangue. Tra la metà e la fine di maggio compaiono le zanzare della nuova generazione.

## Tassonomia
Questa specie fa parte del gruppo Anopheles maculipennis .

## Malaria
Anopheles messeae è suscettibile all'infezione da Plasmodium vivax ma sembrerebbe essere refrattaria ai ceppi tropicali di Plasmodium falciparum.
Raramente punge l'uomo ed è considerato un vettore di malaria solo in poche aree dove dense popolazioni vivono in contiguità di aree paludose (alcune aree dell'Ungheria e il lago Malik in Albania).